# 错那獐牙菜
错那獐牙菜（学名：Swertia conaensis）为龙胆科獐牙菜属下的一个种。

## 扩展阅读
- 維基物種上的相關：错那獐牙菜